# Красное (Великобурлукский район)
Красное (укр. Красне), село,
Новоолександровский сельский совет,
Великобурлукский район,
Харьковская область, Украина.
Код КОАТУУ — 6321483703. Население по переписи 2001 г. составляет 16 (7/9 м/ж) человек.

## Географическое положение
Село Красное находится на расстоянии в 2 км от сёл Шевченково, Лозовое и Полковничье.

## История
- 1699 — дата основания.

## Экономика
- В селе есть молочно-товарная ферма.